# Лумина (1936 – 1940)
Вижте пояснителната страница за други значения на Лумина.
„Лумина (на румънски: Lumina, в превод Светлина) е арумънско тримесечно списание, издавано от Румънския лицей в Гревена, Гърция от януари-март 1936 до 1940 година.
Печата се в печатница „Типарул Университар“. Първата година не се споменават издатели. От 1937 година ръководители на изданието са Антон Чюмети, директор на лицея, подпомогнат от редакторите Апостол Качупери и Аристотел Кономику, ученици. В 1940 година се споменават помощник-редактори, ученици Г. Котабици, Теодор Зука, Кристя Рува, Сотир Галани. Списанието има културно-образователни цели, като се фокусира върху лицея. В списането публикуват имена, които по-късно добиват известност в румънската и арумънската литература - Теодор Зука, Георге Пердики, Йоан Скрима, Зику Арая, Апостол Качюпери.